# Uloborus trilineatus
Uloborus trilineatus es una especie de araña araneomorfa del género Uloborus, familia Uloboridae. Fue descrita científicamente por Keyserling en 1883.
Habita desde México hasta Paraguay.